# Minekaze-klasse
De Minekaze (峯風)-klasse was een belangrijk overgangsontwerp voor de Keizerlijke Japanse Marine tussen de in het buitenland ontworpen (en vaak daar gebouwde) schepen van het begin van de vorige eeuw en de innovatieve Kagero en Fubuki-klasse torpedobootjagers van de jaren 1930. Als volledig Japans ontwerp vertegenwoordigde de Minekaze een breuk met de eerdere werkwijze waarbij de Britse ontwerpen en bouwmethoden werden gevolgd.
De schepen hadden na de bouw een waterverplaatsing van ongeveer 1.214 ton. Het hoofdschip van de serie, alsmede de gelijkwaardige Kamikaze en Mutsuki-klasse, had enkele innovaties waaronder een verlengd voorschip met een verlaagd dek direct voor de brug. Deze aparte opstelling, waarschijnlijk afgeleid van Duitse torpedoboten, had het voordeel van een laag, semi-beveiligd gebied voor de voorwaartse torpedobuizen. Bewapening bestond uit vier 120 mm kanonnen (4,7 inch), zes torpedobuizen van 21 inch en twee machinegeweren van 7,7 mm. Schepen uit deze klasse konden ook, maximaal 20, mijnen meenemen. De machinekamer bevatte vier Kampon ketels die twee turbines aandreven van 38.500 pk. De topsnelheid was een indrukwekkende 39 knopen.
Een schip van de klasse had dezelfde naam, en wordt vaak verward met, het individuele schip Shimakaze, maar dat is een totaal ander ontwerp.
De dertien schepen van de Minekaze-klasse, in dienst gesteld in de jaren 1920, waren de ruggengraat van de Keizerlijke Marine torpedobootjagereskaders gedurende het decennium totdat ze werden vervangen door modernere types. Overbodig geworden aan het begin van de Pacifische Oorlog, kregen de Minekazes tweederangsrollen. Ze dienden tijdens de oorlog als patrouillevaartuigen, snelle transportschepen, doelcontroleschepen en zelfs als transportschip voor Kaitens (menselijke torpedo's). De meeste vielen uiteindelijk ten prooi aan Amerikaanse en Britse torpedo's.

## Schepen

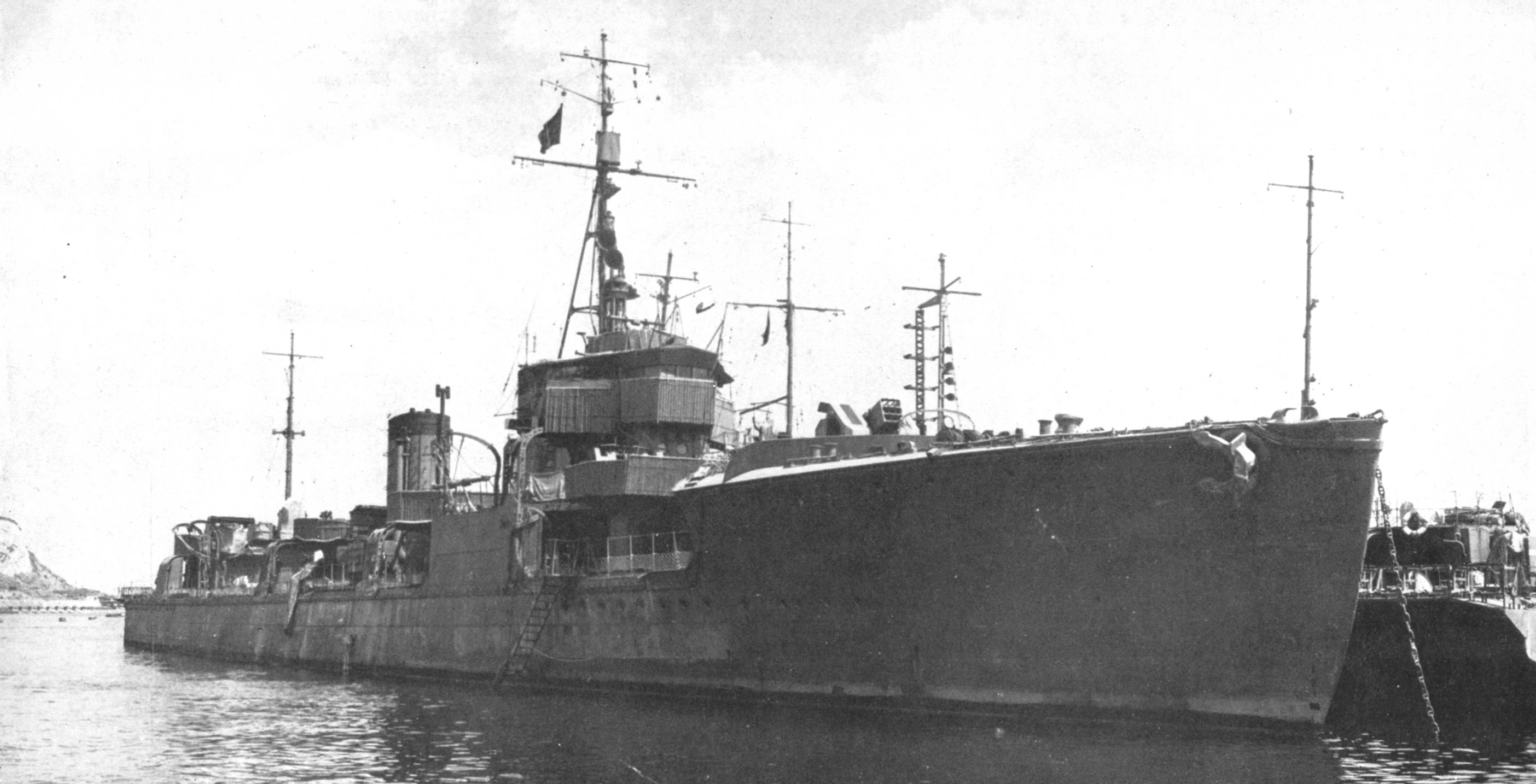
De Sawakaze.

- Minekaze
- Sawakaze
- Okikaze
- Hakaze
- Yakaze
- Akikaze
- Shiokaze
- Yukaze
- Hokaze
- Tachikaze
- Nokaze
- Namikaze
- Numakaze